# بنجلود یوسف
بنجلود یوسف (انگلیسی: Benjaloud Youssouf؛ زادهٔ ۱۱ فوریهٔ ۱۹۹۴) بازیکن فوتبال اهل فرانسه است.
از باشگاه‌هایی که در آن بازی کرده‌است می‌توان به اشاره کرد. وی همچنین در تیم ملی فوتبال اتحاد قمر بازی کرده‌است.